# Tremembé Futebol Clube
O Tremembé Futebol Clube foi um clube brasileiro de futebol da cidade de São Paulo. O time utilizava camisa com listras horizontais vermelhas e pretas, calção e meias pretas. Atualmente se encontra extinto.

## História
Há controvérsia sobre sua data de fundação, sendo que há fontes que apontam para 1914, enquanto outras apontam para 1916.
Há pesquisadores da história do futebol que defendem que em seu campo, foi disputada a primeira partida de futebol feminino da história do Brasil, em 1921.
Disputou o campeonato paulista em duas oportunidades: 1918. Em outras ocasiões, disputou também a fase da capital.